# Лелюв (гмина)
Лелюв (пол. Lelów) — сельская гмина (волость) в Польше, входит как административная единица в Ченстоховский повет, Силезское воеводство. Население — 5265 человек (на 2004 год).

## Демография
| Перепись                       | Всего   | Всего | Женщины | Женщины | Мужчины | Мужчины |
| ------------------------------ | ------- | ----- | ------- | ------- | ------- | ------- |
| Единицы                        | человек | %     | человек | %       | человек | %       |
| Население                      | 5265    | 100   | 2617    | 49,7    | 2648    | 50,3    |
| Плотность населения (чел./км²) | 43,6    | 43,6  | 21,7    | 21,7    | 21,9    | 21,9    |

## Поселения
1. Бяла-Велька
2. Целины
3. Дрохлин
4. Грудек
5. Константынув
6. Лелюв
7. Льгота-Блотна
8. Льгота-Гавронна
9. Мелхув
10. Накло
11. Паулинув
12. Подлесе
13. Послода
14. Скрайнива
15. Старомесце
16. Слензаны
17. Тужин
18. Збычице

## Соседние гмины
1. Гмина Ижондзе
2. Гмина Янув
3. Гмина Конецполь
4. Гмина Негова
5. Гмина Пширув
6. Гмина Щекоцины